# 札幌市立はまなす幼稚園
札幌市立はまなす幼稚園（さっぽろしりつ はまなすようちえん）は、北海道札幌市西区発寒6条12丁目にある公立幼稚園。

## 沿革
1990年11月1日 - 幼稚園設置認可
1991年1月31日 - 園舎竣工
1991年4月1日 - 第1回入園式挙行
2000年11月27日 - 開園10周年記念式典挙行
2010年10月29日 - 開園20周年記念式典挙行